# Amalio Gimeno y Cabañas
Amalio Gimeno y Cabañas, comte de Gimeno, (Cartagena, 31 de maig de 1852 - Madrid, 13 de setembre de 1936) va ser un metge, científic i polític espanyol, ministre d'Instrucció Pública i Belles Arts, de Marina, de Governació, de Foment i d'Estat durant el regnat d'Alfons XIII. Amb altres metges, fou fundador de la revista «La Crònica Mèdica».

## Científic
Després d'estudiar Medicina en la Universitat Central de Madrid obté la càtedra de Patologia en la Universitat de Santiago de Compostel·la en 1875 i la de Terapèutica en la Universitat de València en 1877, es trasllada a Madrid en 1888 en obtenir la càtedra d'Higiene Privada i Pública a la Universitat Central passant en 1891 a la de Patologia Mèdica.
Va tenir un important protagonisme durant l'epidèmia de còlera que va assolar Espanya en 1885 i en la qual va implantar, seguint les teories de Koch i del doctor Ferran, la vacunació massiva de la població.
En 1894 va ser nomenat director de l'Institut Nacional de Bacteriologia i d'Higiene; en 1898 va passar a ser vocal del Reial Consell de Sanitat, càrrec que repetiria el 1905, el 1915 seria nomenat president de l'Institut d'Higiene Escolar, i el 1927 conseller del Reial Consell de Sanitat.
Va ser president de la Reial Acadèmia Nacional de Medicina, membre de la Reial Acadèmia Espanyola, de la Reial Acadèmia de Ciències i de l'Acadèmia de Belles arts.
Entre les seves obres científiques destaquen Tratado elemental de terapéutica (1877), Tratado de patología general (1885-1886) i La inoculación preventiva contra el cólera morbo asiático.

## Polític
Afiliat al Partit Liberal iniciarà la seva carrera política en obtenir una acta de diputat en les eleccions de 1886 per la circumscripció de València per a, el 1893, passar al Senat representant la Universitat de València fins que el 1908 és nomenat senador vitalici; va arribar a la vicepresidència de la Cambra Alta el 1910 i 1911.
Va ser ministre d'Instrucció Pública i Belles Arts entre el 6 de juliol i el 4 de desembre de 1906 en un gabinet presidit per José López Domínguez el qual li va permetre impulsar la fundació, el 1907, de la Junta per a l'Ampliació d'Estudis i Recerques Científiques. Aquesta mateixa cartera ministerial tornaria a exercir-la entre el 3 d'abril de 1911 i el 12 de març de 1912, en aquesta ocasió en un Govern Canalejas.

## Ministre
Fou dues vegades ministre de Marina, la primera d'elles entre el 31 de desembre de 1912 i el 27 d'octubre de 1913 sota la presidència del Comte de Romanones en què se li va concedir la Gran Creu de l'Ordre del Mèrit Naval amb distintiu blanc; i posteriorment entre el 3 de novembre de 1917 i el 22 de març de 1918 en aquesta ocasió en un gabinet García Prieto.
Igualment va ser ministre d'Estat entre el 30 d'abril de 1916 i el 19 d'abril de 1917 i ministre de Governació entre el 5 de desembre de 1918 i el 15 d'abril de 1919 en sengles gabinets presidits novament pel Comte de Romanones; i finalment ministre de Foment entre el 12 de desembre de 1919 i el 14 de febrer de 1920 en un govern Allendesalazar. Així mateix va ser conseller d'Estat entre 1918 i 1920.

## Altres mèrits
El 1910 li va ser concedida la Gran Creu de l'Ordre Civil d'Alfons XII i després de jubilar-se el 1920 va seguir com a catedràtic numerari de la Facultat de Medicina de la Universitat Central i se li va atorgar el títol de comte de Gimeno, per a si, els seus fills i els successors legítims.
El 1923 va actuar com a delegat d'Espanya en la Quarta Assemblea de la Societat de les Nacions, celebrada a Ginebra el 3 de setembre; el 1930 va ser designat comissari regi, president del Consell d'Administració del Canal d'Isabel II.